# Utopia (Texas)
Utopia és una concentració de població designada pel cens dels Estats Units a l'estat de Texas. Segons el cens del 2000 tenia 241 habitants.

## Demografia
Segons el cens del 2000, Utopia tenia 241 habitants, 111 habitatges, i 69 famílies. La densitat de població era de 31,5 habitants per km².
Dels 111 habitatges en un 23,4% hi vivien nens de menys de 18 anys, en un 52,3% hi vivien parelles casades, en un 9% dones solteres, i en un 37,8% no eren unitats familiars. En el 35,1% dels habitatges hi vivien persones soles el 22,5% de les quals corresponia a persones de 65 anys o més que vivien soles. El nombre mitjà de persones vivint en cada habitatge era de 2,17 i el nombre mitjà de persones que vivien en cada família era de 2,77.
Per edats la població es repartia de la següent manera: un 23,2% tenia menys de 18 anys, un 4,1% entre 18 i 24, un 21,6% entre 25 i 44, un 23,7% de 45 a 60 i un 27,4% 65 anys o més.
L'edat mediana era de 46 anys. Per cada 100 dones de 18 o més anys hi havia 88,8 homes.
La renda mediana per habitatge era de 28.281 $ i la renda mediana per família de 35.893 $. Els homes tenien una renda mediana de 25.714 $ mentre que les dones 16.667 $. La renda per capita de la població era de 18.608 $. Aproximadament el 15,5% de les famílies i el 19,6% de la població estaven per davall del llindar de pobresa.

## Poblacions properes
El següent diagrama mostra les poblacions més properes.